# Солоники
Солоники́ (адыг. Цускъуадж) — курортный микрорайон города Сочи в Краснодарском крае. Входит в состав Лазаревского района муниципального образования «города-курорта Сочи».

## География
Микрорайон находится у побережья Чёрного моря, в устье реки Цусхвадж. Расположен в 6 км к юго-востоку от районного центра — Лазаревского, в 64 км к северо-западу от Центрального Сочи и в 240 км к югу от Краснодара (по дороге). 
Через посёлок проходят федеральная автотрасса А-147 «Джубга-Адлер» и железнодорожная ветка Северо-Кавказской железной дороги. Действует железнодорожная платформа Солоники. 
Граничит с микрорайонами и населёнными пунктами: Лазаревское на северо-западе, Мирный на северо-востоке и Волконкой на юго-западе.
Солоники расположены в узкой низменной долине в предгорной зоне Черноморского побережья. Рельеф преимущественно холмистый. Средние высоты на территории микрорайона составляют около 45 метров над уровнем моря. Абсолютные высоты в окрестностях достигают 250 метров над уровнем моря. 
Гидрографическая сеть представлена в основном рекой Цусхвадж. В окрестностях посёлка находятся источники хлоридно-гидрокарбонатной натриевой борной воды, которая известна под названием — Лазаревская. 
Климат влажный субтропический. Среднегодовая температура воздуха составляет около +13,7°С, со средними температурами июля около +24,2°С, и средними температурами января около +6,2°С. Среднегодовое количество осадков составляет около 1450 мм. Основная часть осадков выпадает в зимний период.

## История
Издревле в долине реки жил адыгский род Цус и находилось поселение Цусквадже (адыг. Цускъуадж — селение рода Цус). 
После завершения Кавказской войны, практически всё местное адыгское население в ходе масштабного мухаджирства было выселено в Османскую империю. Спустя несколько лет в опустевшую долину реки Цусхвадж начали переселяться греческие и русские переселенцы, которые основали здесь новое поселение, названное первоначально Селяники — от фамилии жившего здесь землевладельца, войскового старшины — Селяник-Краса. Имение Соляника-Краса было расположено далеко от моря, в ущелье реки Цусхвадж. 
В 1896—1897 годах русский географ Воейков А. И. отмечает на Черноморском побережье «...имение Соленика-Краса». Со временем название Соленик-Краса изменилось на Солоники под влиянием переселившихся сюда греческих переселенцев, что напоминало им о городе Салоники в Греции (через турец. Selanik — Салоники). По некоторым сведениям, в 1893 году имение находилось во владении капитан-лейтенанта Сергея Поля.
В 1905 году хутор Солоники отмечен на карте, расположенным в двух верстах от моря, вдоль шоссе «Туапсе — Сочи». Уже на карте 1913 года в путеводителе Москвича Г. Г. отмечена поляна Солоники-Краса. 
С 30 июня 1920 года по 18 мая 1922 года село Солоники числилось в составе Туапсинского отдела Кубано-Черноморской области. Село Солоники по ревизии от 26 января 1923 года числилось в составе Лазаревской волости Туапсинского района Кубано-Черноморской области. 
10 февраля 1961 года село Солоники был включён в состав города-курорта Сочи, с присвоением населённому пункту статуса внутригородского микрорайона. 

## Образование
- МКОУ Средняя общеобразовательная школа №92 — ул. Солоники, 16.

## Экономика
Развита сфера услуг. На территории микрорайона находится более 50 частных мини-отелей и гостиниц, однако в силу климатических особенностей туристический сезон составляет не более 6 месяцев в году. 

## Улицы
В микрорайоне всего две улицы — Солоники (по которой проходит федеральная автотрасса А-147) и Тихорецкая (тянущаяся вдоль долины реки Цусхвадж). 